# Lopper
En loppe (Latin: Siphonaptera) er et lille vingeløst insekt der lever som parasit ved at suge blod fra pattedyr og fugle.
Blandt arter af lopper er:
- Katteloppe – Ctenocephalides felis
- Hundeloppe – Ctenocephalides canis
- Fugleloppe – Ceratophyllus gallinae (fugleloppen er faktisk ansvarlig for 9 ud af 10 loppebid på mennesker i Danmark)[1]
- Menneskeloppe – Pulex irritans
- Nordeuropæisk rotteloppe – Nosopsyllus fasciatus
- Orientalsk rotteloppe – Xenopsylla cheopis
- Oropsylla montana

Lopper kan overføre pestbakterien.